# Ráhul Gándhí
Ráhul Gándhí (hindsky राहुल गांधी; * 19. června 1970 Nové Dillí) je indický politik a člen Parlamentu Indie, kde zastupuje volební obvod Wayanad v Kérale. Je členem Indického národního kongresu, od 16. prosince 2017 do 3. července 2019 působil jako předseda strany. Dále je předsedou Indického kongresu mládeže a Národního svazu studentů Indie a je správcem nadací Rajiv Gandhi Foundation a Rajiv Gandhi Charitable Trust.

## Život
Ráhul Gándhí je synem bývalého premiéra Indie Rádžíva Gándhího a Soni Gándhíové, a zároveň vnukem bývalé premiérky Indiry Gándhíové. Narodil se v Novém Dillí a mládí prožil střídavě tam a v Dehradunu. V Dehradunu chodil i na základní školu, ale později byl z bezpečnostních důvodů vzděláván z domova. Následně šel studovat na St. Stephen's College a poté přešel na Harvardovu univerzitu. Později ale kvůli bezpečnostním hrozbám, které se objevily po atentátu na jeho otce Rádžíva Gándhího, přestoupil na Rollins College na Floridě. Na Univerzitě v Cambridgi pak získal titul M.Phil – magistr filosofie. Z bezpečnostních důvodů studoval pod pseudonymem Raul Vinci. Po dostudování pracoval v londýnské poradenské společnosti Monitor Group a po návratu do Indie založil technologickou firmu Backops Services Private se sídlem v Bombaji.
Ve všeobecných volbách v roce 2004 se poprvé dostal do Sněmovny lidu jako zástupce volebního obvodu v Amethi. Mandát obhájil i ve volbách v letech 2009 a 2014. Po zapojení do stranické politiky se stal místopředsedou Indického národního kongresu a ve volbách v letech 2014 a 2019 stranu vedl. Od 16. prosince 2017 do 3. července 2019 působil jako předseda strany, když v této funkci nahradil svou matku. V roce 2019 se jako zástupce volebního obvodu Wayanad opětovně dostal do Sněmovny lidu, čímž se stal faktickým vůdcem opozice v dolní komoře.
Gándhí prosazuje zlepšení postavení žen v indické společnosti. Zároveň podpořil zrušení paragrafu 377 indického trestního zákoníku a prosadil tak dekriminalizaci homosexuality v zemi.
Na konci března 2023 byl odsouzen na 2 roky vězení za jeho několik let starou urážku několika politiků s příjmením Módí (včetně premiéra) a poté vyloučen z parlamentu.

## Volební výsledky
| Volby | Volební obvod | Výsledek  | Počet hlasů | Podíl na hlasech |
| ----- | ------------- | --------- | ----------- | ---------------- |
| 2004  | Amethi        | vítězství | 390 179     | 66,18%           |
| 2009  | Amethi        | vítězství | 464 195     | 71,78 %          |
| 2014  | Amethi        | vítězství | 408 651     | 46,71 %          |
| 2019  | Amethi        | prohra    | 413 394     | 43,86 %          |
| 2019  | Wayanad       | vítězství | 706 367     | 64,67 %          |